# Saxifraga xiaozhongdianensis
Saxifraga xiaozhongdianensis är en stenbräckeväxtart som beskrevs av J.T.Pan. Saxifraga xiaozhongdianensis ingår i Bräckesläktet som ingår i familjen stenbräckeväxter. Inga underarter finns listade i Catalogue of Life.